# Équipe de Suède masculine de basket-ball
Cet article traite de l'équipe masculine. Pour l'équipe féminine, voir Équipe de Suède féminine de basket-ball.
Maillots
L'équipe de Suède de basket-ball représente la Fédération suédoise de basket-ball lors des compétitions internationales, notamment aux Jeux olympiques d'été et aux championnats du monde.

## Parcours aux Jeux olympiques
- 1936 : Non qualifiée
- 1948 : Non qualifiée
- 1952 : Non qualifiée
- 1956 : Non qualifiée
- 1960 : Non qualifiée
- 1964 : Non qualifiée
- 1968 : Non qualifiée
- 1972 : Non qualifiée
- 1976 : Non qualifiée
- 1980 : 10e
- 1984 : Non qualifiée
- 1988 : Non qualifiée
- 1992 : Non qualifiée
- 1992 : Non qualifiée
- 1996 : Non qualifiée
- 2000 : Non qualifiée
- 2004 : Non qualifiée
- 2008 : Non qualifiée
- 2012 : Non qualifiée
- 2016 : Non qualifiée
- 2020 : Non qualifiée
- 2024 : Non qualifiée

## Parcours aux Championnats du Monde
- 1950 : Non qualifiée
- 1954 : Non qualifiée
- 1959 : Non qualifiée
- 1963 : Non qualifiée
- 1967 : Non qualifiée
- 1970 : Non qualifiée
- 1974 : Non qualifiée
- 1978 : Non qualifiée
- 1982 : Non qualifiée
- 1986 : Non qualifiée
- 1990 : Non qualifiée
- 1994 : Non qualifiée
- 1998 : Non qualifiée
- 2002 : Non qualifiée
- 2006 : Non qualifiée
- 2010 : Non qualifiée
- 2014 : Non qualifiée
- 2019 : Non qualifiée
- 2023 : Non qualifiée

## Parcours en Championnat d'Europe
- 1935 : Non qualifiée
- 1937 : Non qualifiée
- 1939 : Non qualifiée
- 1946 : Non qualifiée
- 1947 : Non qualifiée
- 1949 : Non qualifiée
- 1951 : Non qualifiée
- 1953 : Non qualifiée
- 1955 : 16e
- 1957 : Non qualifiée
- 1959 : Non qualifiée
- 1961 : 18e
- 1963 : Non qualifiée
- 1965 : 16e
- 1967 : Non qualifiée
- 1969 : 12e
- 1971 : Non qualifiée
- 1973 : Non qualifiée
- 1975 : Non qualifiée
- 1977 : Non qualifiée
- 1979 : Non qualifiée
- 1981 : Non qualifiée
- 1983 : 12e
- 1985 : Non qualifiée
- 1987 : Non qualifiée
- 1989 : Non qualifiée
- 1991 : Non qualifiée
- 1993 : 13e
- 1995 : 11e
- 1997 : Non qualifiée
- 1999 : Non qualifiée
- 2001 : Non qualifiée
- 2003 : 16e
- 2005 : Non qualifiée
- 2007 : Non qualifiée
- 2009 : Non qualifiée
- 2011 : Non qualifiée
- 2013 : 13e
- 2015 : Non qualifiée
- 2017 : Non qualifiée
- 2022 : Non qualifiée
- 2025 : -

## Effectif

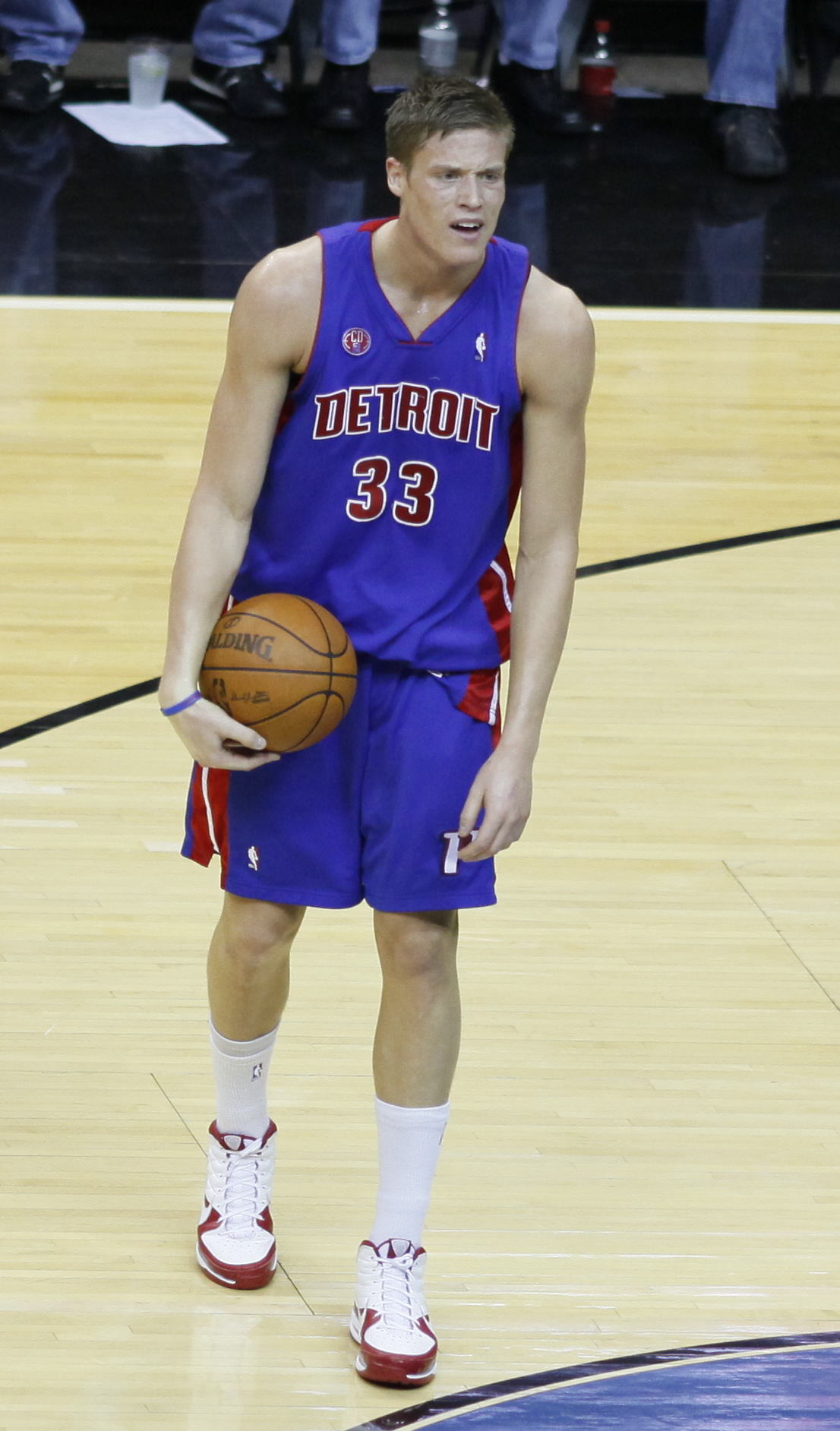
Jonas Jerebko

Effectif lors du championnat d'Europe 2013.
| Numéro | Joueur                | Poste | Naissance         | Taille | Club 2012-2013           |
| ------ | --------------------- | ----- | ----------------- | ------ | ------------------------ |
| 4      | Ludvig Håkansson      | PG    | 22 mars 1996      | 1,87 m | FC Barcelone II          |
| 5      | Jonathan Skjöldebrand | SF    | 2 août 1983       | 2,06 m | Hapoël Tel-Aviv          |
| 6      | Joakim Kjellbom       | C     | 22 avril 1979     | 2,13 m | Norrköping Dolphins      |
| 7      | Dino Pita             | SG    | 20 septembre 1988 | 1,93 m | Södertälje Kings         |
| 8      | Anton Gaddefors       | SF    | 4 novembre 1989   | 2,00 m | Sundsvall Dragons        |
| 9      | Thomas Massamba       | PG    | 28 mars 1985      | 1,85 m | Lukoil Academic          |
| 10     | Kenny Grant           | SG    | 16 mars 1982      | 1,88 m | SLUC Nancy Basket        |
| 11     | Jonas Jerebko         | PF    | 2 mars 1987       | 2,08 m | Pistons de Détroit       |
| 12     | Brice Massamba        | C     | 8 juillet 1988    | 2,07 m | Étoile sportive du Sahel |
| 13     | Erik Rush             | SF    | 21 juin 1988      | 1,97 m | Pallacanestro Varese     |
| 14     | Jeffery Taylor        | SF    | 23 mai 1989       | 2,00 m | Bobcats de Charlotte     |
| 15     | Viktor Gaddefors      | SF    | 8 octobre 1992    | 2,03 m | Antibes Sharks           |